# Cephalaria armeniaca
Cephalaria armeniaca là một loài thực vật có hoa trong họ Kim ngân. Loài này được Bordz. mô tả khoa học đầu tiên năm 1912.